# فيلكس بورمايستر
فيلكس بورمايستر (بالألمانية: Felix Burmeister)‏ (9 مارس 1990 بفورتسبورغ في ألمانيا - ) هو لاعب كرة قدم ألماني في مركز الدفاع. لعب مع أرمينيا بيليفيلد وهانوفر 96 وArminia Bielefeld II ‏.

## روابط خارجية
- فيلكس بورمايستر على موقع قاعدة بيانات كرة القدم.إي يو (الإنجليزية)
- فيلكس بورمايستر على موقع بيانات كرة القدم. دي إي (الألمانية)
- فيلكس بورمايستر على موقع Soccerway.com (الإنجليزية)
- فيلكس بورمايستر على موقع عالم كرة القدم.نت (الإنجليزية)